# Nemacladus capillaris
Nemacladus capillaris är en klockväxtart som beskrevs av Edward Lee Greene. Nemacladus capillaris ingår i släktet Nemacladus och familjen klockväxter. Inga underarter finns listade i Catalogue of Life.